# Amamibalcis
Genre
Amamibalcis est un genre de mollusques gastéropodes au sein de la famille Eulimidae. Les espèces rangées dans ce genre sont marines et parasitent des échinodermes,.

## Liste d'espèces
Selon World Register of Marine Species (19 août 2017) :
- Amamibalcis comoxensis (Bartsch, 1917)
- Amamibalcis conspicuus (Golikov, 1985)
- Amamibalcis flavipunctata (Habe, 1961)
- Amamibalcis gracillima (G. B. Sowerby II, 1865)
- Amamibalcis yessonensis Rybakov & Yakovlev, 1993